# Castle Donington

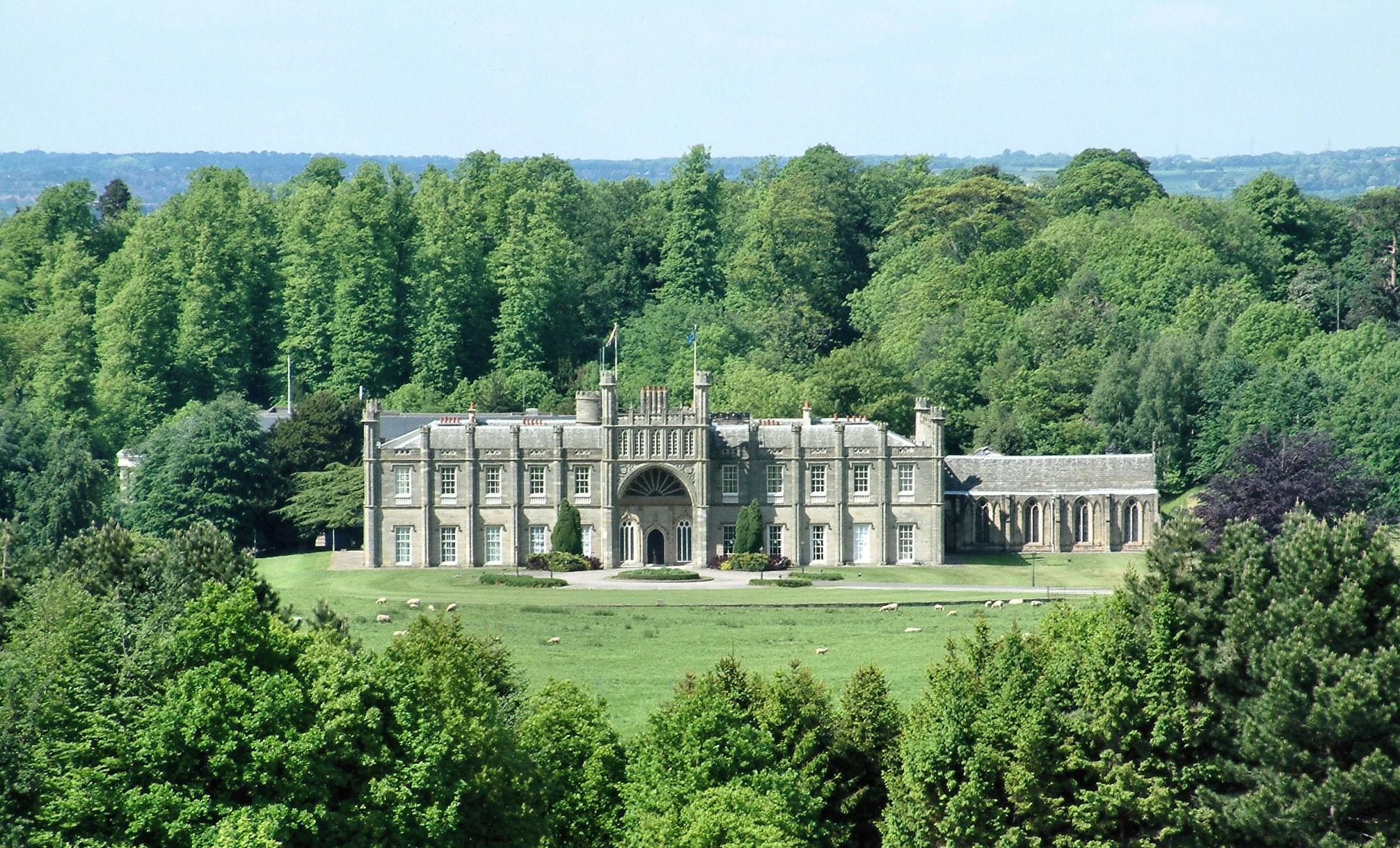
Donington Hall

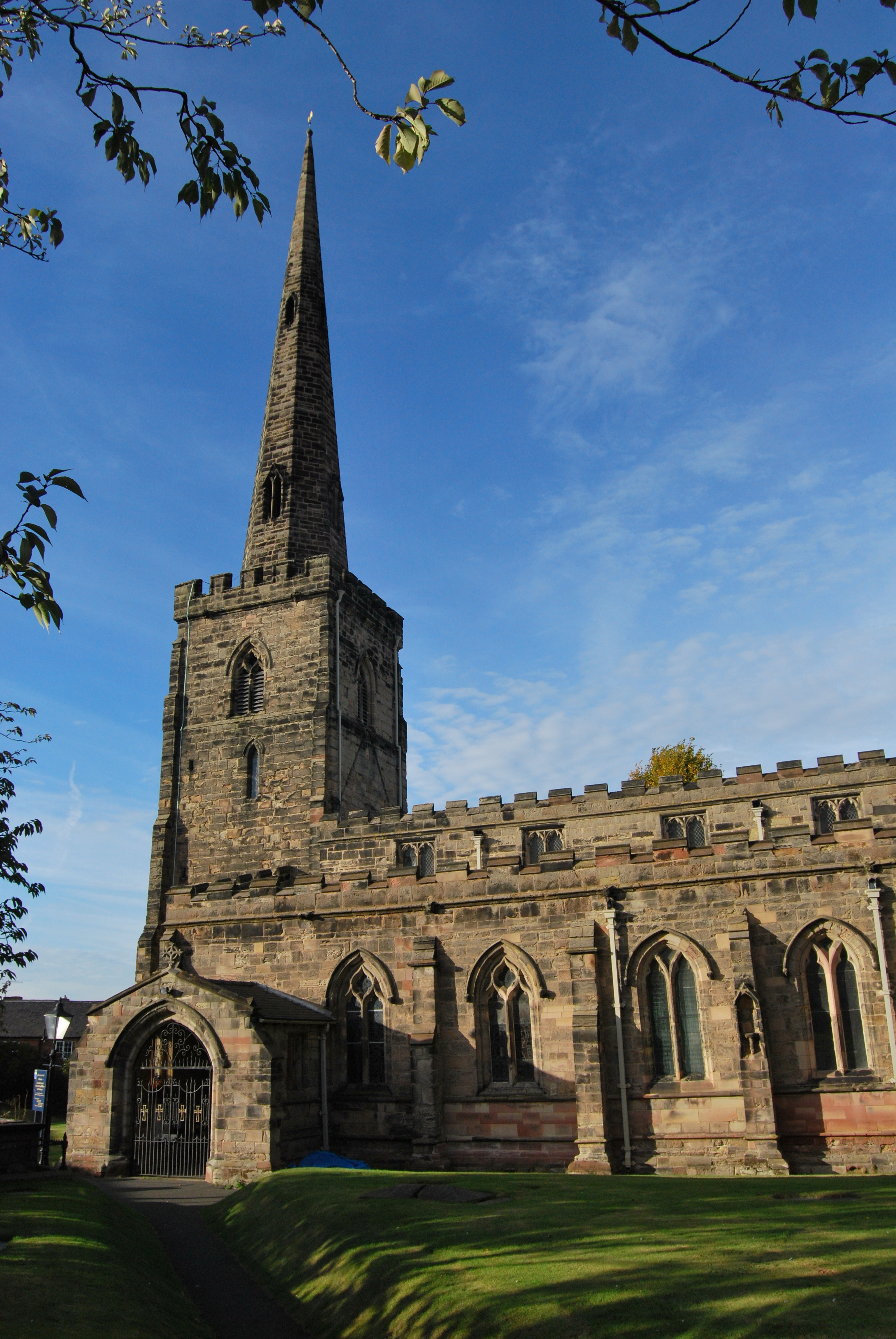
St Edward King & Martyr-templom

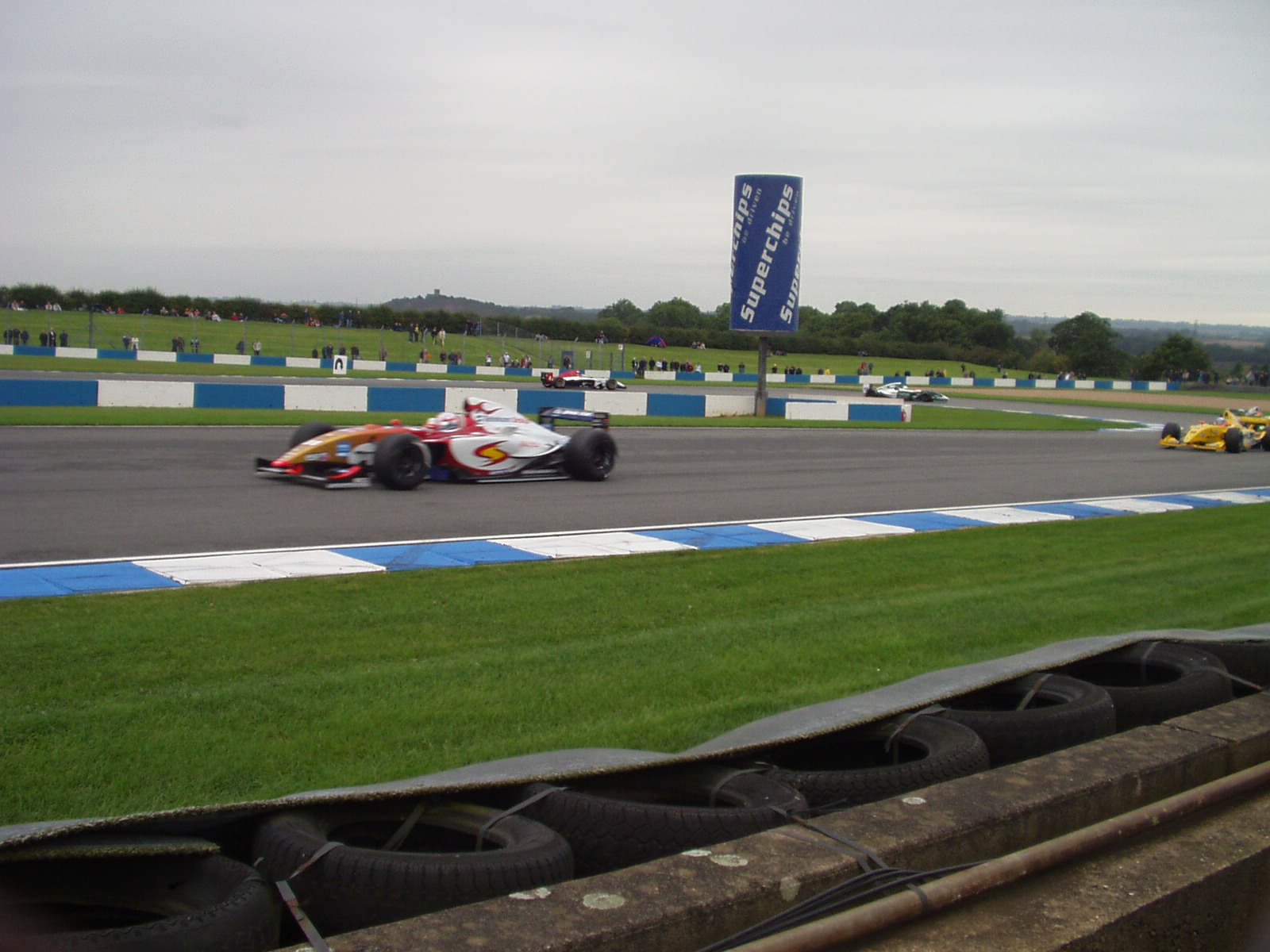
Donington Park

Castle Donington egy kb. 7000 lakosú falu Leicestershire északnyugati részén az Egyesült Királyságban, a Trent jobb partján. Az East Midlands repülőtérhez legközelebb eső település. 

## Alapítása
A település első említése 1009-ből származik: II. Ethelred egyik adománylevelében említi. Az 1086-ban összeállított Domesday Book kétszer is említi, egyszer Dunintune, másodszor Dunitone néven.

## Látnivalói
- St Edward King & Martyr-templom
- Donnington Park
- Donnington Hall

## Érdekességek
- A településen egy széntüzelésű erőmű üzemelt, amelyet 1958-ban építettek és Hruscsov nyitotta meg. Építésekor egyike volt Nagy-Britannia legnagyobb erőműinek. Az erőművet 1994-ben zárták be, majd 1996-ban lebontották.
- Az 1980-as és 1990-es években a faluban rendezték meg Monsters of Rock könnyűzenei fesztivált. Napjainkban a Download Festivalnak otthona.
- A településen található a Donington Park nevű motorsport-pálya. 1993-ban Formula–1-es versenyt, az Európa Nagydíjat rendezte a pálya, amelyet Ayrton Senna nyert meg.
- A Donnington Hall nevű egykori nemesi rezidenciában rendezte be székhelyét a BMI légitársaság.

## Fordítás
- Ez a szócikk részben vagy egészben  a   Castle Donnington című angol Wikipédia-szócikk fordításán alapul.  Az eredeti cikk szerkesztőit annak laptörténete sorolja fel. Ez a jelzés csupán a megfogalmazás eredetét és a szerzői jogokat jelzi, nem szolgál a cikkben szereplő információk forrásmegjelöléseként.

## Külső hivatkozások
- Donnington Park (hivatalos honlap)